# Biologenbach
Koordinaten: 62° 12′ 0″ S, 59° 0′ 0″ W
Der Biologenbach ist ein Bach auf der Fildes-Halbinsel von King George Island, der größten der Südlichen Shetlandinseln.
Er entspringt in der Nähe der chilenischen Forschungsstation Base Presidente Eduardo Frei Montalva (bei Villa Las Estrellas) und fließt in einem nach Norden ausholenden Bogen westwärts zur Biologenbucht der Drakestraße.
Im Rahmen zweier deutscher Expeditionen zur Fildes-Halbinsel in den Jahren 1981/82 und 1983/84 unter der Leitung von Dietrich Barsch (Geographisches Institut der Universität Heidelberg) und Gerhard Stäblein (Geomorphologisches Laboratorium der Freien Universität Berlin) wurde der Bach zusammen mit zahlreichen weiteren bis dahin unbenannten geographischen Objekten der Fildes-Halbinsel neu benannt und dem Wissenschaftlichen Ausschuss für Antarktisforschung (Scientific Committee on Antarctic Research, SCAR) gemeldet.